# 北マルク州
北マルク州 (きたマルクしゅう、インドネシア語：Maluku Utara) はインドネシアの州。
1999年にマルク州からマルク諸島の北部が分離した。
2010年から州都は、ハルマヘラ島のソフィフィに移ったが、州都機能は以前の州都テルナテ(テルナテ島)に残っている。

## 人口
- 2005年6月30日：88万4142人
- 2010年5月1日：103万8087人
- 2020年9月15日：128万2937人[2]

## 隣接州
- 北：太平洋
- 東：ハルマヘラ海
- 南：セラム海
- 西：モルッカ海

## 行政区分
北マルク州は6の県と2つの市部に分けられている。

### 県
1. 中ハルマヘラ県 - (ソアシウ（英語版）) ハルマヘラ島
2. 東ハルマヘラ県 - (マバ（英語版）) ハルマヘラ島
3. モロタイ島県 - (Daruba)
4. 北ハルマヘラ県 - (トブロ（英語版）) ハルマヘラ島
5. 南ハルマヘラ県 - (ラブハ（英語版）) ハルマヘラ島
6. スラ諸島県 - (サナナ（英語版）)
7. タリアブ島県
8. 西ハルマヘラ県 - (ジャイロロ（英語版）) ハルマヘラ島

### 市
1. テルナテ テルナテ島
2. ティドール（英語版） ハルマヘラ島